# 盧好善
盧 好善（ろ こうぜん）は、清朝の官吏。本籍は中国直隷。吏員出身の盧好善は1764年（乾隆29年）より胡炯に代わり、台湾の台北地区にて八里坌巡検（大台北地区の地方長官）の職を務めた。